# Assaig de duresa Martens

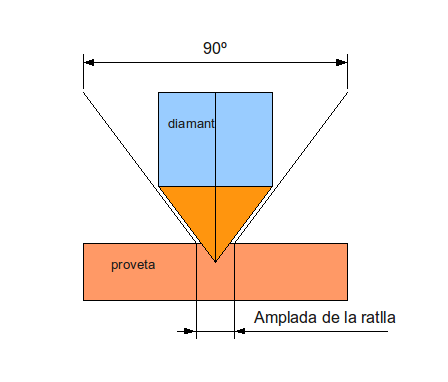
Assaig de duresa Martens.

L'assaig de duresa Martens consisteix a ratllar una proveta amb un diamant que té forma piramidal i un vèrtex amb angle de 90°. La ratllada es realitza amb l'aplicació d'un pes constant sobre el diamant. Un cop s'ha ratllat la proveta, es mesura l'amplada de la ratlla: com més ampla sigui, més tou és el material.

La duresa és la resistència que oposa un cos a ser ratllat per un altre. La fragilitat i la duresa dels material van unides, de tal manera que quan més dura siga la peça més fràgil serà.

Si es calcula l'amplada de la ratlla en micròmetres (milionèsimes de metre mm), la duresa Martens es calcula mitjançant l'expressió:

{\displaystyle DM=10000/L2} (la duresa Martens no té unitats)

On:
DM= Duresa Martens.
L = Amplada de la ratlla en micròmetres.